# Pierre-Alain Meier
Pour les articles homonymes, voir Meier.
Pierre-Alain Meier, né en 1952 à Delémont (suisse), est un réalisateur et producteur de cinéma. Il possède deux sociétés de production Thelma Film AG et Prince Film SA.
Il fait des études à l'Université de Neuchâtel et à l'INSAS (Institut national supérieur des arts du spectacle et techniques de diffusion) à Bruxelles.
Depuis 2020, Pierre-Alain Meier est membre du fOrum culture, fédération des actrices et acteurs culturels du Jura bernois, du canton du Jura et de Bienne.

## Filmographie

### Réalisateur
- 1978 : Surimpression d'Afrique
- 1981 : Le café (et autres courts métrages)
- 1986 : Ikaria
- 1988 : Douleur d'amour (coréalisateur, et autres documentaires)
- 1990 : La femme et la sandale (court métrage)
- 1994 : La danse du singe et du poisson (documentaire)
- 2001 : Thelma (fiction) [3]
- 2012 : Tournage à Delémont et sa région de « Win Win », comédie librement adaptée d'une histoire vraie qui tourne autour de l'organisation en Suisse, par Pierre Kohler, de la demi-finale de Miss Chine en 2006.
- 2023 : Love of Fate
- 2024 : Sans Roland Béguelin et Marcel Boillat, pas de canton du Jura !

### Producteur
- 1989 : Yaaba
- 1991 : Laafi - tout va bien
- 1992 : Hyènes
- 1994 : Les gens de la rizière
- 1995 : Les hommes du port
- 1997 : Les Raisons du cœur
- 2001 : Thelma
- 2004 : Memoria del saqueo
- 2005 : La dignidad de los nadies
- 2007 : Pas douce
- 2008 : Au loin des villages
- 2008 : Salt of this sea
- 2009 : Ordinary People
- 2011 : Un été brûlant
- 2012 : More Than Honey (Des abeilles et des hommes)
- 2012 : Comme des lions de pierre à l'entrée de la nuit
- 2017 : Adieu à l'Afrique
- 2018 : Eldorado
- 2023 : Love of Fate
- 2024 : Sans Roland Béguelin & Marcel Boillat, pas de canton du Jura !